# Tiruvanantapuram
Tiruvanantapuram (malajálamsky തിരുവനന്തപുരം) také známé jako Trivandrum je hlavní město indického svazového státu Kérala.
Nachází se na západním pobřeží Indie. Mahátma Gándhí označil Tiruvanantapuram jako "Věčně zelené město Indie". Vyznačuje se mírně zvlněným terénem, nízkými pobřežními kopci a rušnými komerčními uličkami. S populaci více než 750 000 obyvatel a s 1 680 000 aglomerací je Tiruvanantapuram největším a nejlidnatějším městem svazového státu Kérala. Je IT centrem státu s více než 80% vývozem státních software.

## Historie
Tiruvanantapuram je starobylá oblast s obchodními tradice sahajícími až do roku 1000 před Kristem.
Obecně se ví, že lodě krále Šalamouna byly vyložené v přístavu s názvem Ofír (nyní Poovar) ve městě Tiruvanantapuram v roce 1036 před Kristem.

## Geografie

### Podnebí
| Tiruvanantapuram – podnebí       | Tiruvanantapuram – podnebí | Tiruvanantapuram – podnebí | Tiruvanantapuram – podnebí | Tiruvanantapuram – podnebí | Tiruvanantapuram – podnebí | Tiruvanantapuram – podnebí | Tiruvanantapuram – podnebí | Tiruvanantapuram – podnebí | Tiruvanantapuram – podnebí | Tiruvanantapuram – podnebí | Tiruvanantapuram – podnebí | Tiruvanantapuram – podnebí | Tiruvanantapuram – podnebí |
| Období                           | leden                      | únor                       | březen                     | duben                      | květen                     | červen                     | červenec                   | srpen                      | září                       | říjen                      | listopad                   | prosinec                   | rok                        |
| -------------------------------- | -------------------------- | -------------------------- | -------------------------- | -------------------------- | -------------------------- | -------------------------- | -------------------------- | -------------------------- | -------------------------- | -------------------------- | -------------------------- | -------------------------- | -------------------------- |
| Nejvyšší teplota [°C]            | 37,5                       | 37,2                       | 37,7                       | 38,0                       | 38,4                       | 35,8                       | 39,5                       | 34,6                       | 35,4                       | 37,0                       | 39,1                       | 35,5                       | 39,5                       |
| Průměrné denní maximum [°C]      | 32,5                       | 33,0                       | 33,7                       | 33,5                       | 32,8                       | 30,7                       | 30,4                       | 30,6                       | 31,1                       | 31,2                       | 31,3                       | 32,1                       | 31,9                       |
| Průměrná teplota [°C]            | 27,4                       | 28,0                       | 29,0                       | 29,3                       | 28,9                       | 27,3                       | 26,9                       | 27,1                       | 27,3                       | 27,3                       | 27,3                       | 27,4                       | 27,8                       |
| Průměrné denní minimum [°C]      | 22,3                       | 23,0                       | 24,3                       | 25,2                       | 25,1                       | 23,8                       | 23,4                       | 23,5                       | 23,6                       | 23,5                       | 23,3                       | 22,7                       | 23,6                       |
| Nejnižší teplota [°C]            | 15,0                       | 18,8                       | 20,0                       | 20,0                       | 20,1                       | 20,8                       | 20,0                       | 19,3                       | 20,9                       | 20,1                       | 20,0                       | 11,8                       | 11,8                       |
| Zdroj: weatherlabs.in: तिरुवनन्तपुरम |                            |                            |                            |                            |                            |                            |                            |                            |                            |                            |                            |                            |                            |

## Partnerská města
- Galveston, Texas, Spojené státy americké